# El Poble
El Poble fou un diari matinal i de tendència conservadora nascut a la ciutat de Lleida del que, en total, es van publicar 10 números. Tot i així, va aconseguir tenir una impremta pròpia. Tingué com a director Marià Jaques i redactors destacats R. Montull, J. Estadella, F. Rodés i D. Riu.

## Història
L'any 1920 la política lleidatana estava centrada en dos grans blocs. Un, el de les forces autonòmiques liderades per Joventut Republicana; l'altre, el de les forces monàrquiques liderades pel Partit Republicà Radical. Els primers van de bracet amb la Lliga; els segons ho fan amb els integristes, liberals i conservadors. És l'antecedent del que després serà Acción Leridana, coalició que regirà la ciutat. Com sigui, però, que ara el Govern havia convocat eleccions al Congrés dels Diputats de Madrid pel 19 de desembre, i com sigui, també, que aquest segon bloc estava mancat d'un diari, tragueren llavors al carrer "El Poble".

"Què qui som?", es pregunta, i contesta: "Una massa d'opinió que no està representada en la premsa diària en aquests moments de febre de lluita i que té la precisió de parlar". Fidel a aquest plantejament, és una publicació ardida i de combat. Exposa el mateix programa electoral i critica –sobretot– la candidatura rival. Draps bruts, acusacions i crides al civisme. És expressió de les lluites polítiques que patí la Lleida del temps, no mancada tampoc d'enfrontaments personals. Desaparegué tot seguit tot i la seva voluntat de continuïtat, com demostra el fet d'admetre subscripcions mensuals, gaudir d'impremta pròpia i acceptar nombrosos anuncis.